# Paraíso, canto decimoprimero

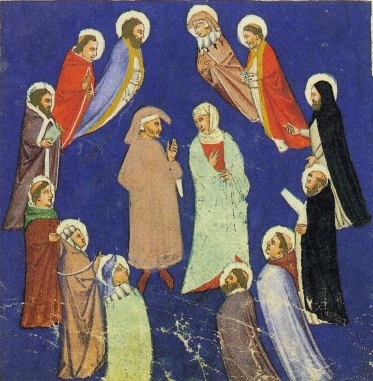
Las almas de los sabios de la rueda gloriosa.

El canto decimoprimero del Paraíso de la La Divina Comedia de Dante Alighieri se desarrolla en el cielo del Sol, donde se encuentran los espíritus sabios. Transcurre durante el primer tercio de 1300.

## Contenido
- Los intereses humanos y la gloria celeste, versos 1-12.
- Dudas de Dante, vv. 13-27.
- Elogio de san Franciso, vv. 28-117.
- Decadencia de la orden de los dominicos, vv. 118-139.

## Síntesis y análisis
El canto comienza con una severa comparación entre los bajos anhelos y ambiciones de la vida terrena (Oh insensato interés de los mortales, verso 1), y el estado de beatitud y gloria que se alcanza en el cielo (...con Beatriz me estaba yo encielado / y por la gloriosa recepcíón envuelto, vv. 11-12).

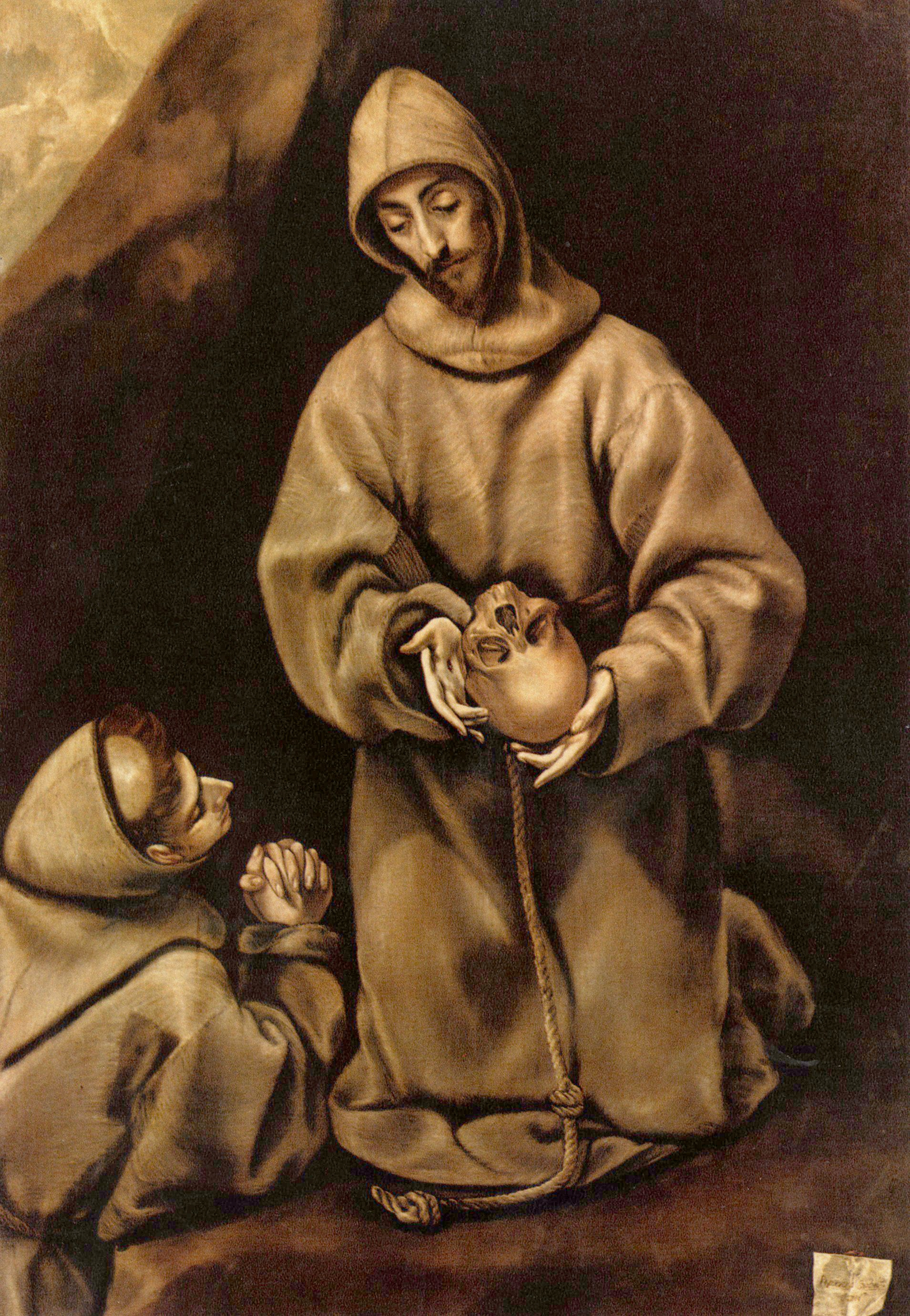
San Francisco por El Greco.

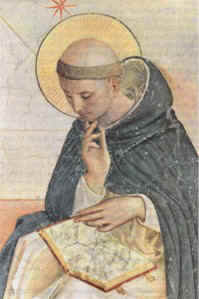
Santo Domingo

En cuanto las almas de la rueda gloriosa se han detenido, santo Tomás se muestra dispuesto a responder a dos dudas del poeta, que por su condición de beato sabe que se han formulado en el poeta: Tu dudas y deseas que se cierna / mi lengua.../ donde dije "Un camino que enriquece" / y donde que "Jamás surgió segundo". (vv. 22-26). Para resolver la primera invita al poeta a considerar la manera de proceder de la Providencia, que envió al mundo a dos sabios, san Francisco y santo Domingo, para que la comunidad cristiana se renovase y avanzase con seguridad. Como su misión era idéntica, los elogios para uno también lo serán para el otro. Esa es la razón por la que pese a ser discípulo del segundo, Tomás realiza el elogio del santo de Asís: la renuncia a la herencia paterna, las nupcias místicas con la pobreza, la rápida difusión de la regla, las tres confirmaciones de la aceptación de la obra (entre las que destaca la del papa Inocencio III, que acababa eliminar a los cátaros), la prédica en Egipto, el regreso a Italia, y su fallecimiento en un espíritu de pobreza y humildad. Si su doctrina no siempre ha sido respetada, lo mismo que por parte de los dominicanos, si se siguen los preceptos originales del santo no es posible desviarse del camino de la virtud.
En el canto siguiente, el franciscano san Buenaventura realiza a su vez un elogio de santo Domingo, reflejando los elementos que han caracterizado el discurso de santo Tomás.